# Одальрик (граф Барселоны)
Одальрик (фр. Odalric, кат. Odalric, исп. Odalrico, ум. 859) — маркиз Готии и граф Барселоны, Жироны, Ампурьяса, Руссильона и Нарбонны 852—857/858, граф Аргенгау и Линцгау с 858 года.

## Происхождение
Одальрик происходил из швабского дома Гунфридингеров. Его отцом, вероятно, был Гунфрид (Гумфрид) I, который был в 799 году маркграфом в Истрии, в 799—808 годах — герцогом Фриульским, а позже (в 806/808) он был графом в Реции. Однако по матери, Ингельтруде, вероятно, дочери Бего, графа Тулузы в 806—811/815 годах, Одальрик имел хорошие связи в Испанской марке. После смерти Гумфрида I Ингельтруда вышла замуж второй раз — за Унроша II, графа Тернуа. От этого брака происходили Беренгер Мудрый, граф Тулузы, Барселоны и маркиз Септимании, герцог и маркграф Эбергард Фриульский, Адалард, аббат Сен-Бертина и Сен-Аманда, и, по одной из версий, Гумфрид, позже сменивший Одальрика в его владениях.

## Биография
Впервые в источниках Одальрик упоминается 10 сентября 852 года в одном из актов в Нарбонне с титулом графа. В этом же году король Западно-Франкского королевства Карл II Лысый также назначил Одальрика графом Барселоны, Жироны, Ампурьяса и Руссильона. Вероятно, тогда же он получил титул маркиза Готии, хотя впервые в официальных документах Одальрик упоминается как маркиз в акте от 7 июля 854 года.
В 853 году вспыхнуло восстание в Аквитании против Карла II Лысого. Восставшие, обратившись за помощью к королю Восточно-Франкского королевства Людовику Немецкому, который отправил в Аквитанию для управления королевством своего сына Людовика Младшего. Переговоры между братьями окончились безрезультатно, и Карл приказал Одальрику помочь в походе в Аквитанию. В это время из заключения в монастыре убежал бывший король Аквитании Пипин II. В 864 году он сплотил вокруг себя аквитанцев и выгнал Людовика Младшего, бежавшего в Германию. В ответ в 855 году Карл короновал королём Аквитании своего сына Карла Младшего. Возможно, в переговорах с восставшими аквитанцами участвовал и Одальрик.
В 856 году во владения Одальрика вторглась мусульманская армия, посланная эмиром Кордовы Мухаммадом I. Командовал вторжением глава рода Бану Каси Муса II ибн Муса. В результате вторжения было разрушено несколько замков на территории графства Барселона, однако саму Барселону захватить не удалось. 
В 857 году Пипин II Аквитанский вступил в союз с Людовиком Младшим, а также с норманнами, вторгшимися по его призыву в Аквитанию. В восстании участвовали многие представители аквитанской знати. Неизвестно, участвовал ли в восстании Одальрик, однако это предполагается вероятным, поскольку одним из деятельных участников восстания был сводный его брат Адалард, аббат Сен-Бертинского монастыря. В итоге Карл II Лысый конфисковал в конце 857 или начале 858 года владения Одальрика, назначив на его место Гумфрида (Онфруа). 21 марта 858 года Одальрик снова присягнул Карлу Лысому, но владений обратно не получил. 
В 859 году Одальрик оказался на службе у Людовика Немецкого, который назначил его графом Аргенгау и Линцгау на Боденском озере. Однако вскоре Одальрик умер.